# Hélène de Skövde

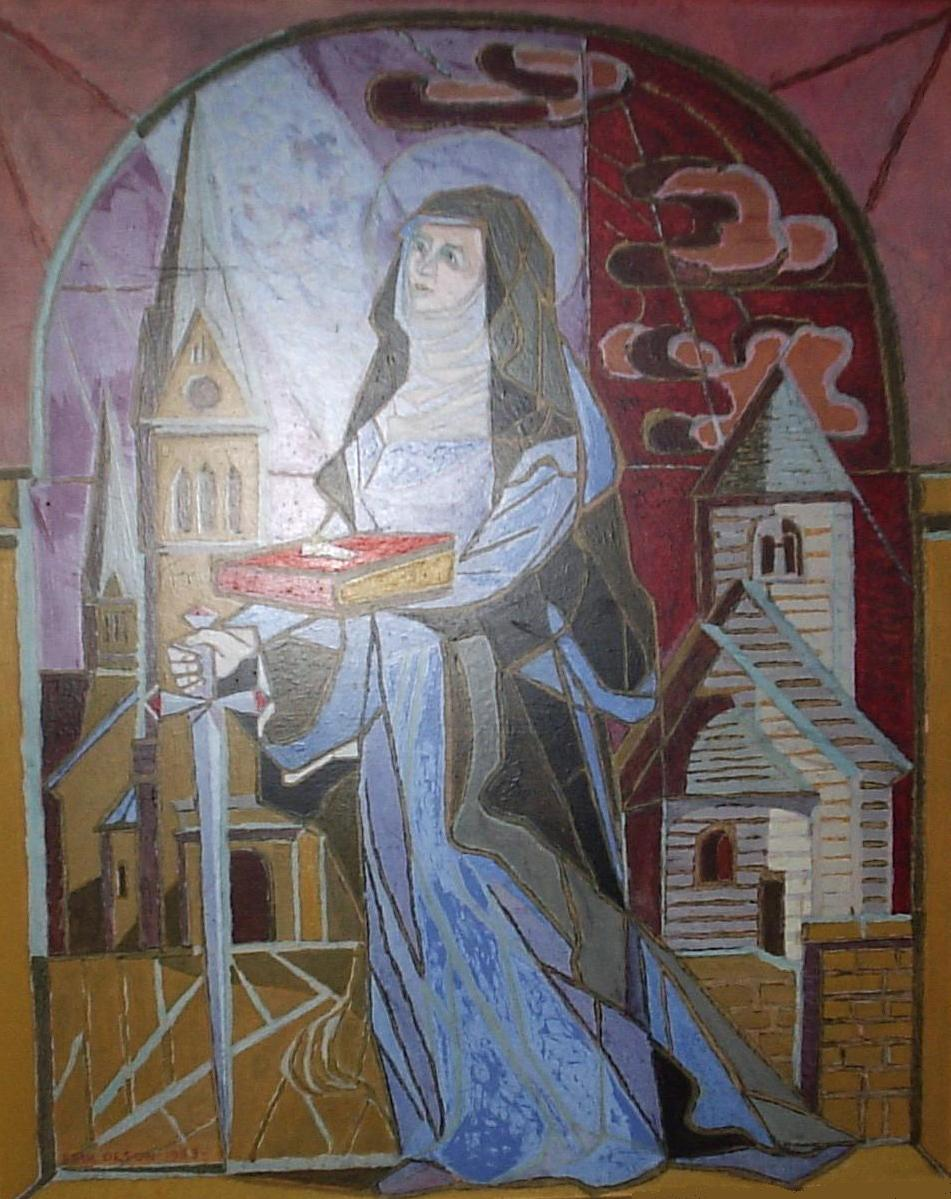
Sainte Hélène avec l'église de Våmbs et l'église Sainte Hélène.
Skövde Church. Erik Olson. 1954

Sainte Hélène (en suédois Elin av Skövde) était une femme de haute naissance du XIIe siècle. Elle est la sainte patronne de Skövde en Suède ainsi que de l'église de Ränneslöv.
Elle nait vers 1101 dans une famille noble, son père est probablement Jarl Guthorm. Elle se marie et a des enfants. Après la mort de son mari, elle vit dans une ferme à Våmb, Skara. Elle donne ses biens aux pauvres et entreprend un pèlerinage à Jérusalem. À son retour elle s'installe dans une ferme où elle se consacre à une vie spirituelle et à de bonnes actions. Selon la légende c'est Hélène qui construit l'église de Våmbs (Våmbs kyrka) dans le diocèse de Skara. L'église de Skövde, appelée maintenant Église Saint Hélène (Sankta Helena kyrka), est construite en grande partie avec les dons d'Hélène.
Hélène a une fille qui se marie et qui est battue et violée par son époux. Après quelque temps les serviteurs de la ferme d'Hélène se réunissent et tuent le mari. La famille du mari blâme Héléne pour ce meurtre alors qu'elle est à ce moment-là en pèlerinage à Jérusalem. Pour se venger du meurtre, ils tuent Hélène à Götene lorsqu'elle se rend à l'église, en 1160.
Hélène est canonisée en 1165 par le pape Alexandre III avec le soutien de Stefan, le premier archevêque d'Uppsala.
Sa légende est écrite pour la première fois par Brynolf Algotsson, évêque de Skara (1278–1317).